# 猿飛佐助 (1980年のテレビドラマ)
『猿飛佐助』（さるとびさすけ）は、 1980年5月11日から同年10月5日に日本テレビで放映された特撮時代劇。全17話。

## 概要
主人公・猿飛佐助を中心に、真田幸村率いる真田十勇士の活躍を描く、アクションと特撮が見所の娯楽時代劇。猿飛佐助に太川陽介、真田幸村に川崎麻世と、当時の人気アイドルをキャスティングしている。
佐助たちを善としているため、第5話のエンディングナレーションなど徳川方を悪として描写し、関ヶ原の戦いの後、敗残兵となって山賊を働く旧豊臣方（赤西弾正）の鬱屈した思いを描写する第3話など、豊臣方に肩入れした視点となっている。
視聴率は1980年7月までの時点で2桁に届かず低迷した。
視聴率の低迷と壮絶な最終回が視聴者に衝撃を与える内容だったために抗議が殺到し、再放送も自粛対象となったが、2000年代に入ってからDVDが発売され、時代劇専門チャンネルでも
放送が行われた。

## ストーリー
関ヶ原の戦いから5年、真田幸村と勇士たちは、打倒徳川を目標に九度山に篭っていた。ある日、彼らは服部半蔵配下の奇襲を受け、退けるが、これをきっかけに猿飛佐助と知り合う。最初は幸村に反感を持っていた佐助だったが、師匠・戸沢白雲斎が半蔵に殺されたことにより、幸村への協力を承諾する。
折しも、徳川家康は、大久保長安の発案で伊豆で巨大軍船を建造しており、海上から大阪城攻略を計画していた。佐助、ホタル、清海の3人は、幸村の命により、軍船破壊のため、伊豆へ向かうことになった（以上、第1話）。
第2話は、道中でのトラブルが核となるストーリーとなった（第3話まで）。しかし、第4話で秀頼暗殺を防ぐため大坂城に招集され、旅は中断。穴山小介の師匠を救う第5話を経て、第6話で再び伊豆へ向かい、巨大軍船が建造中であることを確認する。以後、軍資金を奪う（第7話）、材料の木材を絶つ（第8話）などの側面攻撃を展開する。

## 主要登場人物
豊臣側と徳川側に大別される。

### 豊臣側
真田幸村までは、オープニング登場順に記載。

#### 幸村と真田十勇士
本作品の真田十勇士は、オリジナルキャラクターのホタルを含めても8人しかいないが、第4話にて、中井忠左衛門（演：松本朝夫）の口から「真田十勇士」という名称が使われている（海野六郎、望月六郎、根津甚八が登場しない）。
猿飛佐助 / 太川陽介
本作品の主人公。甲賀忍者。
師匠の戸沢白雲斎と共に、九度山中で修行に明け暮れていた。真田幸村主従が服部半蔵に襲われたことで、彼らと出会う。当初は、部外者たる幸村を敵視したが、白雲斎の取り成しで和解する。その後、「白雲斎が影から幸村を守るために、九度山へ移り住んだ」ことが明かされるが、白雲斎は半蔵によって殺される。以後、白雲斎の仇を討つため、幸村に協力する。
基本的に明るい性格だが、白雲斎の仇を討たんとして思いつめたこともある。また、自由な発想の持ち主であり、幸村にも「幸村さん」と話しかけ、仲間から注意されることもある（昌幸に対しては「大殿」）。さらに、くノ一ホタルが、身分違いの幸村への恋慕の念を抱いていることには、「忍者だって人間だ」とアドバイスするなど、階級社会に染まろうとしていない。そのほか、人間観察にも秀でた面があり、かつて西軍だった赤西弾正が山賊になった時には、その真偽を巡って清海を言い負かしている。
忍者としての腕前はかなり高く、毎回のクライマックスには、豪快な術が登場する。

三好清海入道 / 宍戸錠
力持ちで大食漢。佐助と共に、巨大軍船を破壊する旅に出た。
元は盗賊だが、性格的には明るくユーモラス。ドジな面もある。
ダジャレを口にする時があり、「清海」と「正解」をひっかけたことがある（第8話）。また、大鷲を捕獲する際、囮となって縛られたが、慌てふためいたものの、「鷲」と「わし（一人称）」をひっかけて口走っている（第6話）。
ホタル / 秋野暢子
本作品オリジナルキャラクターで、紀州のくノ一。 髪を使う忍法を心得ている。佐助と共に、巨大軍船を破壊する旅に出た。
幸村を慕っているが、身分違いの恋であり、さらに「忍者は人間ではない」と、想いを打ち明けることを諦めている。
第7話までの衣装は黄色、第8話からはピンク系に変更。
霧隠才蔵 / 倉田保昭
伊賀忍者。第1話では最後に登場し、また伊賀忍であることから、佐助に敵と間違えられた。
伊豆へ1人で赴き、巨大軍船を偵察していた。佐助らと交代で、九度山に残ったが、佐助らのピンチを救うため、何度も駆けつけた。
独断行動を取ることがあるが、仲間からは余り問題視されていない。
10年前は、人形師・山元寺宗雲（演：幸田宗丸）の元で変装の修行をしていた。
第7話にて、オープニング映像が新規のものに挿し変えられている。
真田幸村 / 川崎麻世
父・真田昌幸らと九度山の真田屋敷に住まい、打倒徳川を目指す。
佐助らのピンチを救うために駆けつけたこともある。
母は千賀の方（演：南風洋子）。葛城為治は、その弟（演：剣持伴紀）
筧十蔵、穴山小助、由利鎌之助、三好為三入道の4人は準レギュラー。幸村親子と共に真田屋敷に住まい、昼は農業に従事し、夜は武芸を磨いている。
筧十蔵 / 浜田光夫
第1話～第4話、第6話、第14話～第17話に登場。火薬を精製し、佐助に送ったことがある。
穴山小助 / なべおさみ
第1話、第2話、第4話～第6話、第13話～第17話に登場。
気の良い性格で、技は佐助に劣る。のんきな一面もあり、豊臣秀頼の影武者を嬉々として受けたこともある。
かつては堀ノ内勘斎（演：山内明）の元で、爆薬の製造を学んでいた。師匠親子の危機には、かなり思いつめていた。
由利鎌之助 / おりも政夫
第1話～第9話、第16話、第17話に登場。
鎖鎌の使い手。将棋は為三入道よりかなり下手で、「飛車角落とし」を強要した。
小介が秀頼の影武者になった時、添い寝役の影武者となり、女装した。
三好為三入道 / 鶴田忍
第1話～第7話、第11話、第12話、第15話～第17話に登場。清海の弟。

#### その他
香織 / 井上望
第1話、第2話、第4話、第9話、第10話、第12話～第14話、第17話に登場。
本作品オリジナルキャラクターで、真田屋敷の使用人。佐助に淡い想いを抱いており、旅立ちの際にはお守りを渡している。父親は関ヶ原の戦いで九度山まで敗走した後、死亡。
真田昌幸 / 下元勉
第1話、第2話、第8話、第16話に登場。幸村の父。真田屋敷で臥せっている。第16話にて幸村と共に大坂城まで出向くものの、服部半蔵の手により落命する。
豊臣秀頼 / 川崎龍介
第4話、第6話、第17話に登場。豊臣家の若き当主。

### 徳川側
服部半蔵 / 小池朝雄
伊賀忍者。徳川家康の配下で、諜報活動を担っている。第10話には登場せず。
大久保長安 / 岸田森
第1話～第3話、第5話～第13話、第15話、第17話に登場。イスパニアの技術を導入した、巨大軍船計画の発案者。
徳川家康 / 西村晃
第1話、第8話、第17話に登場。日本統一のため、豊臣家滅亡を画策。しかし、採算や労力に見合わないとし、巨大軍船計画に難色を示すこともある。

## スタッフ
企画
早川恒夫（日本テレビ）
脚本
放送リスト参照
監督
放送リスト参照
プロデューサー
山田宗雄（日本テレビ）、神谷吉彦、有川貞昌
プロデューサー補
小杉義夫（日本テレビ）、菅原郷史
音楽
筒美京平、小椋佳、大谷和夫
演奏
SHŌGUN
主題歌
オープニングテーマ
「ジャンピング・モンキー」唄・宮永英一（第5話までの表記）、サンディエゴ（第6話より）　作詞・奈良橋陽子　作曲・筒美京平
エンディングテーマ
「心の翼」唄・太川陽介 作詞、作曲・小椋佳
擬斗
倉田保昭とザ・カンフー
中村勇
K&U（第4話より）
宇仁貫三（第4話より）
スタント等
植村喜八郎、他
特撮監督
鈴木清
ナレーター
芥川隆行
製作
日本テレビ、国際放映

## 放送リスト、ゲスト
第2話までは、役名が表記されていない。
| 話数 | 放送日         | サブタイトル                    | 脚本                      | 監督     | 特撮監督 | ゲスト |
| ---- | -------------- | ------------------------------- | ------------------------- | -------- | -------- | --- |
| 1    | 1980年 5月11日 | 甲賀忍法 飛龍昇天               | 佐々木守                  | 瀬川昌治 | 鈴木清   | 辰巳柳太郎 山本昌平 |
| 2    | 5月18日        | 甲賀忍法 風遁忍び凧             | 佐々木守                  | 瀬川昌治 | 鈴木清   | 西沢利明 横山リエ |
| 3    | 5月25日        | 甲賀忍法 火遁の術               | 東條正年                  | 高瀬昌弘 | 鈴木清   | 夏木陽介（赤西弾正）、稲吉靖司（金平）、長谷川弘（弥蔵） |
| 4    | 6月1日         | 甲賀忍法 化け返し               | ジェームス三木 山下六合雄 | 番匠義彰 | 鈴木清   | 長谷川哲夫（須田俊一郎）、松本朝夫（中井忠左衛門）、 鷲尾真知子（奥女中 高木）、北川たか子（腰元 楓）                                                                       |
| 5    | 6月8日         | 甲賀忍法 火炎（ひぐるま）大車輪 | 高際和雄                  | 井上昭   | 鈴木清   | 山内明（堀ノ内勘斎）、光丘真理（志乃）、 小野恵子（志津）、 三井恒（十兵衛）、 今井健二（馬頭鉄斎）                                                                         |
| 6    | 6月22日        | 巨大軍船の恐怖                  | ジェームス三木 山下六合雄 | 番匠義彰 | 鈴木清   | 江見俊太郎（加藤清正） |
| 7    | 6月29日        | とべ!埋蔵金作戦!                | 中村努                    | 山崎大助 | 鈴木清   | 灰地順（衣笠庄兵衛）、鈴木慎（石田三成）、 見城貴信（銀狐三郎） |
| 8    | 7月6日         | 母君救出作戦 八丁跳び           | 岡島宏                    | 山崎大助 | 鈴木清   | 南風洋子（千賀の方）、剣持伴紀（葛城為治）、 北九州男（溝呂木土竜(どりゅう)）、 北見治一（一色民部）、大村千吉（村人）                                                      |
| 9    | 7月13日        | 御用金作戦 大津波               | 加瀬高之                  | 瀬川昌治 | 佐川和夫 | 大辻慎吾（山元寺海雲）、幸田宗丸（山元寺宗雲）、 人見きよし（日野屋） |
| 10   | 7月20日        | 大三角帆作戦 回転飛行           | 岡島宏                    | 江崎実生 | 鈴木清   | 谷啓（南海屋舵右衛門）、清水康晴（小次郎）、 オスマン・ユスフ（フリストン）、新海丈夫（靭甚内）                                                                             |
| 11   | 7月27日        | 甲賀忍法 風神火傘               | 加瀬高之 瀬川昌治         | 瀬川昌治 | 鈴木清   | 一ノ瀬康子（あやめ）、岡田美佐子（みどり）、 梅津栄（奥中源兵衛）、和田幾子（お甲）、 辻シゲル（ましらの久六）、名倉美里（とんぼ）、 加藤和夫（幻心）、田口計（十文字伸隆） |
| 12   | 8月3日         | 甲賀忍法 火炎襖                 | 中村勝行                  | 高瀬昌弘 | 鈴木清   | 矢沢杏子（以弥）、氷室浩二（弥助）、 永谷悟一（由削十左衛門）、井上昭文（源次）                                                                                             |
| 13   | 8月10日        | 甲賀忍法 人間戦車               | 竹内日出男                | 高瀬昌弘 | 鈴木清   | 伊藤めぐみ（アザミ）、西田良（般若院黒兵衛） |
| 14   | 8月24日        | 甲賀忍法 火遁紅蓮陣             | 佐々木守                  | 瀬川昌治 | 鈴木清   | 工藤堅太郎（霞の多三郎）、堀田秀康（佐助の少年時代）、 吉田豊明（霞の十兵衛）                                                                                               |
| 15   | 8月31日        | 甲賀忍法 人鷲                   | 佐藤繁子                  | 池広一夫 | 鈴木清   | 上月左知子（おゆう）、沼田爆（山城刑部）、 村地弘美（箐）、木村元（百鬼）                                                                                                   |
| 16   | 9月21日        | 甲賀忍法 噴射火龍               | 岡島宏                    | 番匠義彰 | 中野昭慶 | 小林昭二（加賀見幽斉）、長谷川哲夫（大野修理）、 左幸子（淀君(特別出演)）                                                                                                   |
| 17   | 10月5日        | 佐助よ! 永遠に…                 | 岡島宏                    | 番匠義彰 | 鈴木清   | 片岡五郎（小室弥太夫）、久木念（福島正則）、 長谷川哲夫（大野修理） |

## DVD
2005年に『猿飛佐助 -The Jumping Monkey-』のタイトルDVD-BOXを発売。

## 前後番組
| 日本テレビ系 日曜20時枠 | 日本テレビ系 日曜20時枠 | 日本テレビ系 日曜20時枠 |
| 前番組                  | 番組名                  | 次番組                  |
| ----------------------- | ----------------------- | ----------------------- |
| 西遊記II                | 猿飛佐助                | 黄土の嵐                |